# البنك المركزي التركي
بنك الجمهورية التركية المركزي (بالتركية: Türkiye Cumhuriyet Merkez Bankası, TCMB)‏ هو البنك المركزي لتركيا ، أسس بنظام شركة مساهمة في 11 يونيو 1930.
وتنقسم أسهمه إلى أربعة فصول. تنتمي أسهم الفئة A إلى الخزينة التركية فقط، وأسهم الفئة B والفئة C للبنوك الوطنية العاملة في تركيا والبنوك الأخرى غير البنوك الوطنية والشركات المميزة، وأسهم الفئة D للمؤسسات التجارية التركية وللأشخاص الحقيقيين والاعتباريين الأتراك.
يتمتع البنك باستقلالية من أجل تحقيق الهدف المتمثل في استقرار الأسعار، طُبِقَّ نظام استهداف التضخم الكامل منذ عام 2006.
بدأت الاستعدادات لإنشاء بنك مركزي لتركيا في عام 1926، حتى أسس في 3 أكتوبر 1931 وافتتح رسميًا في 1 يناير 1932. وكان في الأصل له امتياز إصدار الأوراق النقدية لمدة 30 عامًا. مدد هذا الامتياز عام 1955 حتى عام 1999، وأخيراً مدد إلى أجل غير مسمى في عام 1994.
وفي 3 فبراير 2024، عيّن الرئيس التركي رجب طيب أردوغان، الخبير الاقتصادي السابق في أمازون فاتح قره خان، حاكما جديدا للمصرف المركزي خلفا لحفيظة غاية إركان التي استقالت على خلفية فضيحة إعلامية تتّهمها بمنح مزايا لعائلتها في المصرف المركزي.

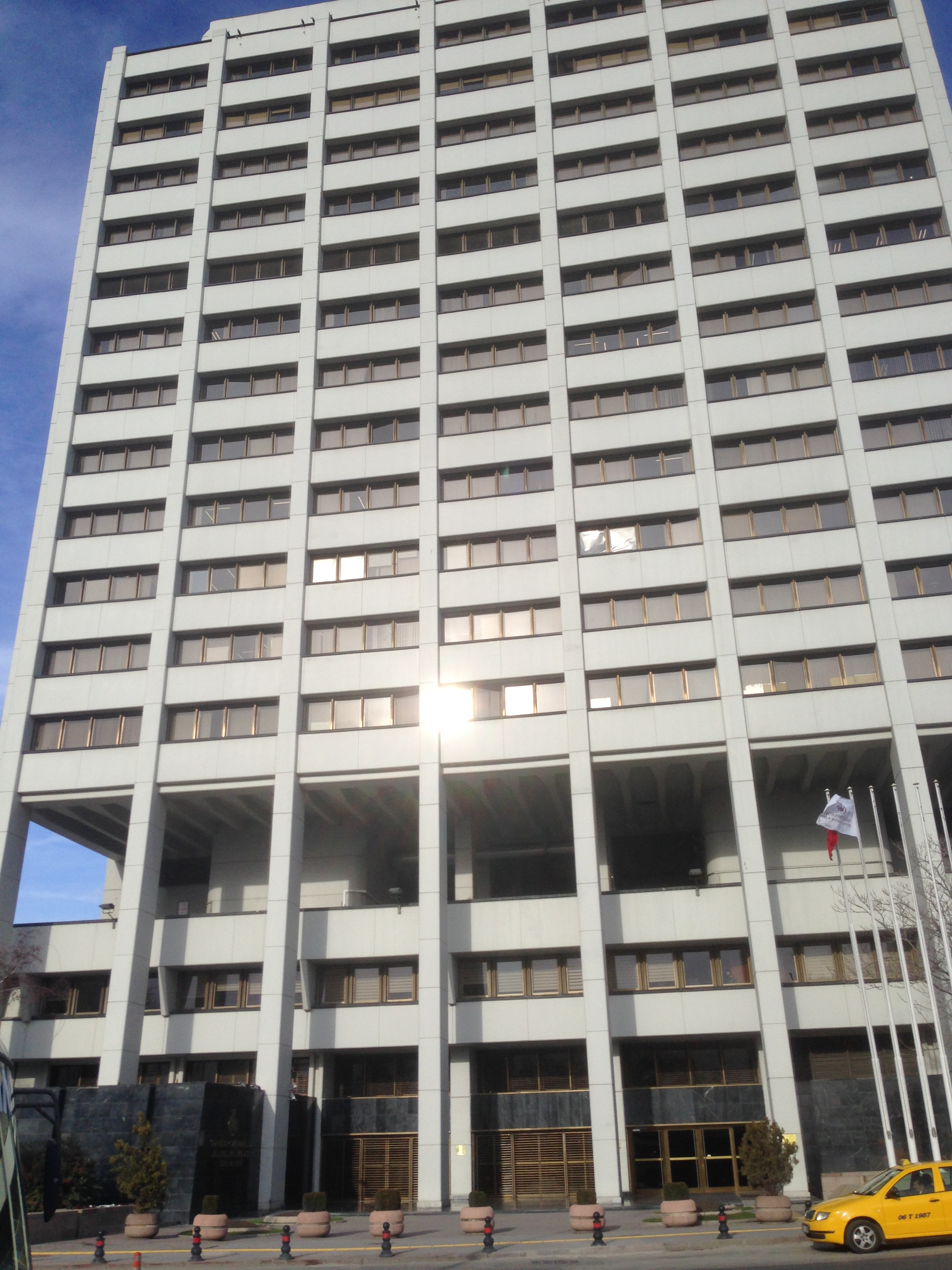
مقر البنك المركزي التركي في أنقرة

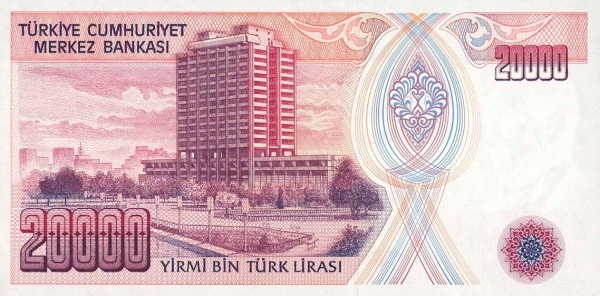
ظهر 20.000 ليرة تركية (1988-1997) تضم المقر الرئيسي للبنك المركزي التركي في أنقرة.

## روابط خارجية
- (بالتركية) (بالإنجليزية) الموقع الرسمي: البنك المركزي لجمهورية تركيا